# Zatmění Slunce

Animace zatmění Slunce 10. června 2021

Úplné zatmění Slunce, které proběhlo 11. srpna 1999 a bylo viditelné z Evropy. Fotografie je pořízena z území Francie.

Schéma zatmění Slunce

Zatmění Slunce je astronomický jev, který nastane, když Měsíc vstoupí mezi Zemi a Slunce, takže jej částečně nebo zcela zakryje. Taková situace může nastat, jen pokud je Měsíc v novu. V případě úplného zatmění dochází na zastíněné části Země k výraznému setmění a ochlazení, kolem Měsíce zakrývajícího Slunce je vidět výrazná záře sluneční koróny, na obloze se objeví hvězdy i některé planety a jev mohou doprovázet také neobvyklé reakce zvířat. Tyto průvodní jevy v některých kulturách v minulosti vedly ke spojování události s náboženstvím a přisuzování mystických významů. V moderní době jsou však duchovní významy zatmění Slunce většinou odmítány v důsledku snadnosti pochopení jeho příčin.

## Charakteristika, význam
Úplné zatmění Slunce je vzácný jev umožněný faktem, že Slunce, které je zhruba čtyřistakrát větší než Měsíc, je současně přibližně čtyřistakrát dále od Země. Protože Měsíc i Země obíhají po eliptických drahách, není v čase zatmění vzdálenost Země od Slunce pokaždé stejná a také Měsíc se nachází na spojnici mezi Sluncem a Zemí různě daleko od Země a od Slunce. Je tedy tvar a rozměr stínového kuželu Měsíce (daný vzdáleností Slunce – Měsíc) pokaždé jiný a mění se i rozměr průřezu měsíčního stínu v místě Země (dáno vzdáleností Měsíc – Země), viz obrázek Schéma zatmění Slunce. Proto nenastává úplné zatmění Slunce při každém zákrytu. Pokud je poměr vzdálenosti Měsíce od Země ku vzdálenosti Slunce od Země stejný jako poměr velikosti Měsíce ku velikosti Slunce, jeví se Měsíc i Slunce na obloze jako stejně velká tělesa a Slunce bude Měsícem právě zcela zakryto (úplné zatmění). Při téže vzdálenosti Slunce–Země a menší vzdálenosti Měsíc–Země se bude Měsíc jevit jako větší a Slunce bude více než zcela zakryto (déletrvající úplné zatmění). V opačném případě se Měsíc bude jevit jako menší než Slunce a zakryje jen jeho vnitřní část (prstencové zatmění).
Při zakrytí celého slunečního kotouče je možno pozorovat korónu. Každý rok dojde ke dvěma až pěti případům, které jsou pozorovatelné z povrchu Země, pro jedno určité místo k tomu však dochází průměrně jen jednou za 360 let. Zatmění trvá jen několik minut (max. 7 minut 31 sekund) a oblast, podél které je úplné zatmění možno pozorovat, nebývá širší než 270 km; zasažena je přibližně jen jedna setina zemského povrchu.
Zatmění Slunce hrálo významnou roli při dokazování obecné teorie relativity. Umožnilo pozorovat efekt gravitační čočky, který teorie předvídala, a tak ji umožnilo pozorováním potvrdit. Neméně významná mohou být také různá meteorologická měření prováděná během slunečních zatmění. Získaná data umožňují později zjistit, jaký vliv mají tyto astronomické úkazy na děje v zemské atmosféře. Obvykle se při těchto experimentech provádí měření intenzity sluneční radiace, teploty či vlhkosti vzduchu. Jen zřídka jsou meteorologické měřící přístroje vybaveny senzory pro snímání hodnoty barvy slunečního záření, rychlosti a směru větru či teploty půdy. Zatmění dočasně mění i formování mraků.
V současné době úplné zatmění Slunce svou neobvyklostí (a současně naprostou předvídatelností) přitahuje pozornost širokých mas lidí, které obvykle v daném místě významně posílí turistický ruch.

## Druhy zatmění Slunce
- Úplné zatmění nastává, když Slunce, Měsíc a Země[pozn. 2] jsou v jedné přímce a když Měsíc zcela zakryje Slunce. Velmi jasný sluneční disk je nahrazen tmavou plochou Měsíce a koróna, která má mnohem menší jas a za normálních okolností není vidět, je pozorovatelná. Úplné zatmění je pozorovatelné jen z oblasti Země, které se říká pás totality.
- Prstencové zatmění je možné pozorovat, když Slunce, Měsíc a Země jsou v jedné přímce, ale zdánlivá velikost Měsíce je menší než velikost Slunce. Z tohoto důvodu je ze Slunce vidět velmi jasný prstenec.
- Částečné zatmění se objevuje, když Slunce, Měsíc a Země nejsou přesně v přímce, takže je Slunce zakryto jen zčásti. Toto zatmění je pozorovatelné z mnohem většího území a některá zatmění jsou pozorovatelná pouze jako částečná, protože oblast plného stínu leží mimo povrch Země.
- Kombinované (hybridní) zatmění je vzácný stav, kdy z jednoho místa se zatmění jeví jako úplné a z jiného jako prstencové.

## Pozorování

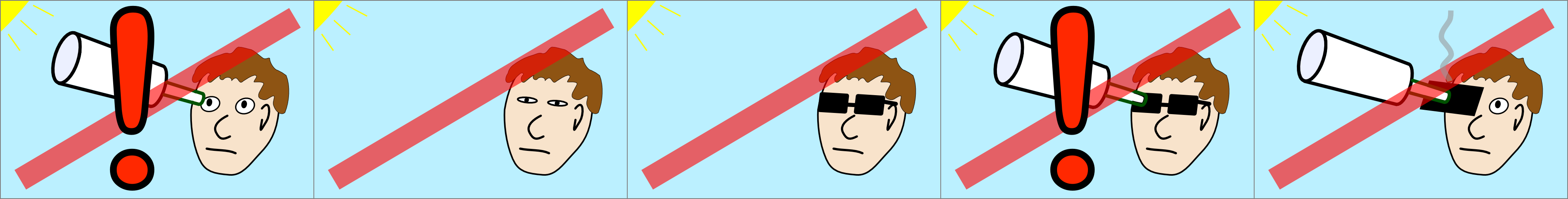
Nebezpečné způsoby pozorování Slunce

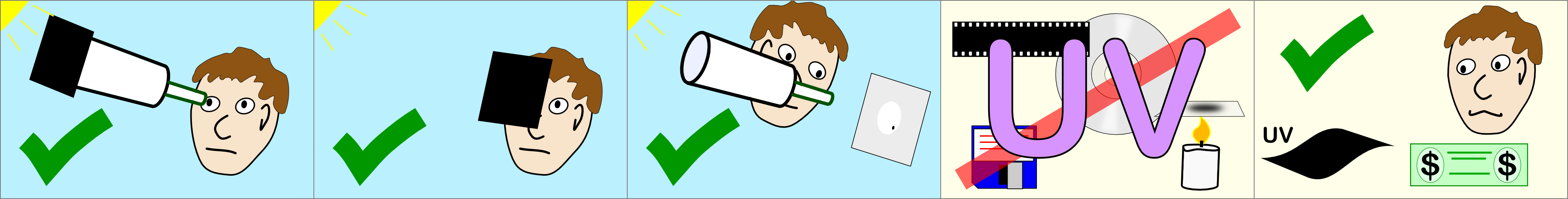
Bezpečné způsoby pozorování Slunce

Zatmění Slunce může být pozorováno různými způsoby. Rozhodně se nedoporučuje Slunce při jakékoliv příležitosti (zatmění, přechod Merkuru či Venuše, pozorování slunečních skvrn) pozorovat jej přímým pohledem pouhým okem, natož dalekohledem či přes objektiv fotoaparátu. Dopadající sluneční záření může silně poškodit lidskou sítnici a vést tak k nevratné slepotě. Nedoporučuje se ani použití běžných slunečních brýlí, disket či fotografických filmů – ty sice dopadající záření zmírní, ale nebezpečné ultrafialové záření neodfiltrují. Za bezpečné se považuje pozorování přes speciální filtry, popřípadě přes svářečské sklo (index minimálně 13). Za bezpečné se považuje i nepřímé pozorování (např. na stínítko pomocí dírkové komory).

### Nedávná a budoucí zatmění Slunce v Česku

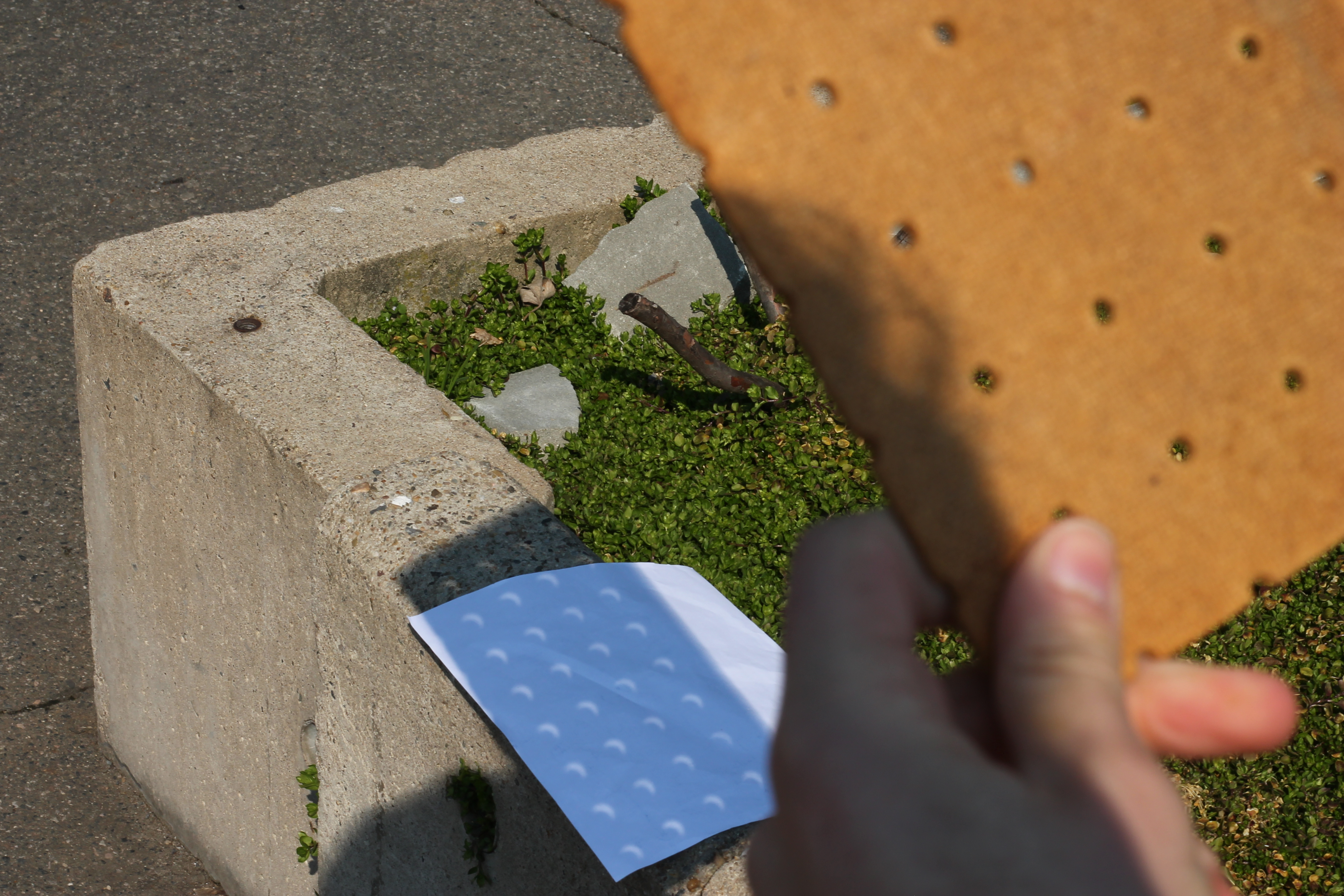
Pro pozorování je možné využít i efektu dírkové komory

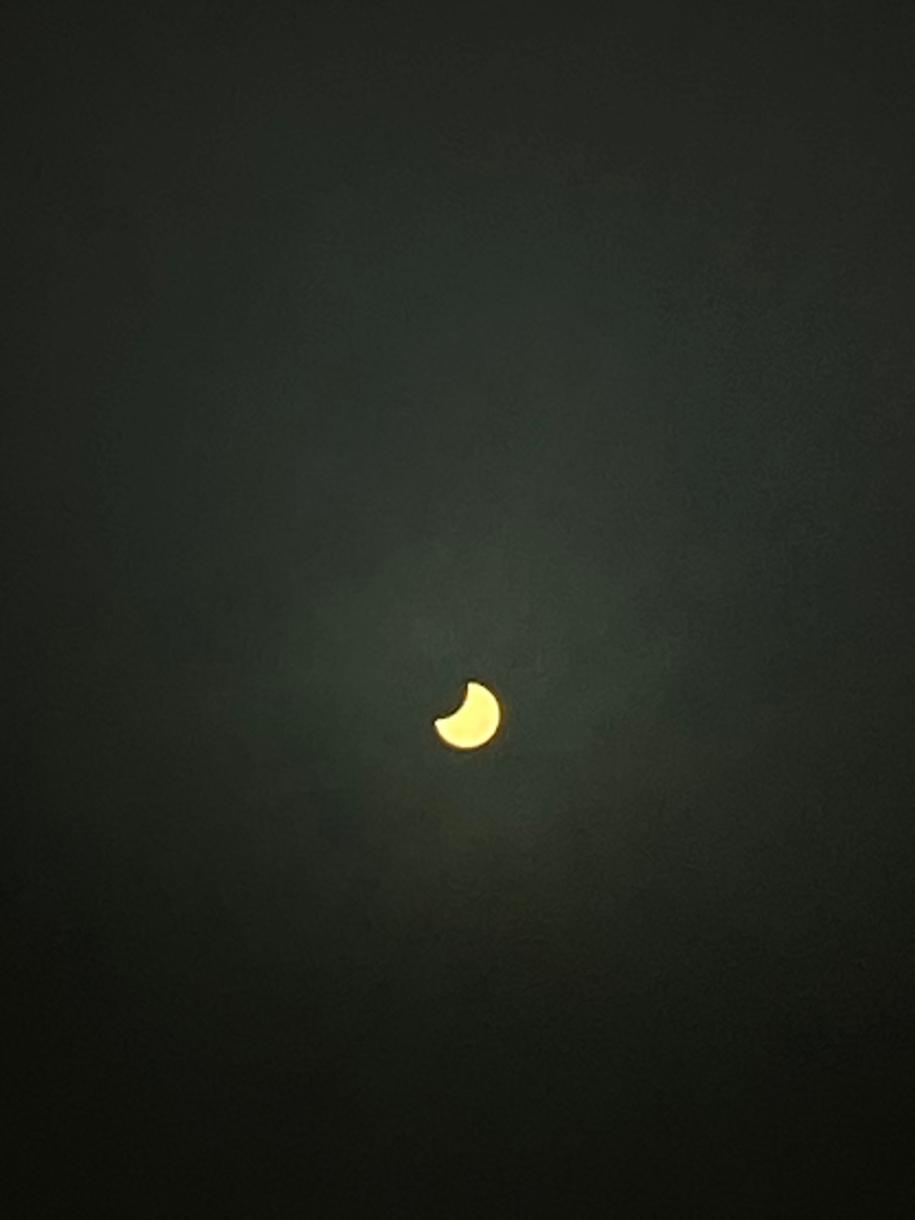
Částečné zatmění Slunce 25.10.2022 pozorované v Plzni

Úplné zatmění Slunce bylo naposledy možné z území dnešního Česka pozorovat 8. července 1842, to však pouze z tzv. Dyjského trojúhelníku, který tehdy náležel k Dolním Rakousům, z malé k němu přiléhající části katastru moravské obce Lanžhota a z úzkého pásu na moravsko-slovenském pomezí (přibližně od Kuželova po Žítkovou). V Praze a v západní části Čech bylo úplné zatmění Slunce naposledy pozorováno 12. května 1706. V jižních oblastech Moravy a Čech včetně Českých Budějovic a jižní poloviny Brna bylo úplné zatmění Slunce naposledy pozorovatelné 16. března 1485.
Velmi výrazné (částečné) zatmění Slunce (až 98 %) zasáhlo celé české území dne 11. srpna 1999, kdy pás totality procházel jen desítky kilometrů za hranicemi (přes Německo, Rakousko a Maďarsko).
Nejbližší úplné zatmění Slunce na území Česka nastane až 7. října 2135, a to v oblasti podél česko-polské hranice. Obecně ale platí, že mnohem častěji než úplné zatmění Slunce je možné pozorovat zatmění částečná. Následující tabulka uvádí časy a velikosti zatmění v Česku (resp. v astronomickém středu Česka na průsečíku 50° s. š. a 15° v. d., tj. nedaleko Kouřimi) pro roky 2015–2036:
| Datum        | Čas (SEČ) | Velikost (%) | Typ        |
| ------------ | --------- | ------------ | ---------- |
| 20. 3. 2015  | 10:46     | 73,8         | Úplné      |
| 10. 6. 2021  | 11:38     | 16,9         | Částečné   |
| 25. 10. 2022 | 11:17     | 42,1         | Částečné   |
| 29. 3. 2025  | 12:18     | 19,1         | Částečné   |
| 12. 8. 2026  | 19:11     | 88,5         | Úplné      |
| 2. 8. 2027   | 10:15     | 51,6         | Úplné      |
| 12. 6. 2029  | 03:53     | 13,3         | Částečné   |
| 1. 6. 2030   | 06:17     | 71,0         | Prstencové |
| 20. 3. 2034  | 11:39     | 13,5         | Úplné      |
| 21. 8. 2036  | 19:06     | 70,4         | Částečné   |

### Úplná zatmění Slunce 2021–2030
Ve třetím desetiletí 21. století bude možno ze Země pozorovat úplná zatmění Slunce v těchto termínech a na uvedených místech:
- 8. 4. 2024 Mexiko, USA, Kanada
- 12. 8. 2026 Grónsko, Island, Španělsko
- 2. 8. 2027 jižní okraj Španělska, nejsevernější Afrika, Arábie
- 22. 7. 2028 Austrálie, Nový Zéland
- 25. 11. 2030 jih Afriky, Austrálie